# Manassès de Ramerupt
Manassès de Ramerupt, ou Manassès de Montdidier, surnommé Calva Asina (l'âne chauve), mort après 1031, est vidame de Reims et héritier des comtés de Montdidier et d'Arcis. Il est le fils d'Hilduin III de Montdidier, comte de Montdidier et d'Arcis et seigneur de Ramerupt, et de son épouse Lescelinde.

## Biographie
En 1021, il épouse Béatrix de Hainaut, récemment divorcée du comte de Roucy Ebles Ier pour cause de parenté, pendant que son frère cadet Hilduin IV épouse la fille de celui-ci, Alix de Roucy, tandis qu'Ebles Ier entre dans les ordres et est élu archevêque de Reims. C'est probablement par ce mariage que Manassès obtient le titre de vidame de Reims.
Il meurt après 1032 avant son père et ne possède donc jamais le titre de comte. Puis, à la mort de son père Hilduin III, ses enfants étant probablement trop jeunes pour exercer le pouvoir, les terres et titres paternels reviennent à son frère puîné Hilduin IV.

## Mariage et enfants
En 1021, il épouse Béatrix de Hainaut, fille de Régnier IV de Mons, comte de Hainaut, et de son épouse Hedwige de France, séparée en 1020 de son premier époux Ebles Ier de Roucy, avec qui elle a déjà deux filles. Manassès et Béatrix ont ensemble au moins trois enfants :
- Manassès de Montdidier, qui devient archevêque de Reims de 1096 à 1106 ;
- Gui de Montdidier, qui devient vidame de Reims et seigneur de Neufchâtel, père de Cyriaque de Neufchâtel, vidame de Reims ;
- Adèle de Montdidier, qui devient abbesse de Saint-Jean de Laon.